# Manoir de Kermaquer
Le manoir de Kermaquer est un édifice situé à Guern en France.

## Localisation
Le manoir est situé sur le territoire de la commune de Guern, au lieu-dit Kermaquer, dans le département du Morbihan en région Bretagne.

## Description
Le manoir date du XVIIe siècle, édifice à un étage carré avec une toiture à longs pans ; pignon découvert. Escalier dans-œuvre.

## Historique
La seigneurie de Kermarquer est signalée en 1427, 1448, 1536, elle appartient successivement aux Kermarquer et aux Cadoudal de Plumelec. Le logis actuel qui semble dater de la première moitié du XVIIe siècle remploie une porte pouvant dater du XVe siècle. La petite fenêtre à linteau surbaissé, l'étable à l'ouest et la grange semblent dater d'une campagne de la 1ère moitié du XIXe siècle.
Le manoir est inscrit à l'inventaire général du patrimoine culturel en 1986.